# عبد الرحمن البعلي
عبد الرحمن بن عبد الله بن أحمد البعلي الخلوتي الحنبلي المعروف بالبعلي فقيه حلبي (1110 - 1192 هـ = 1698 - 1778 م)، ولد أحد جدوده في بعلبك فعرف بالبعلي. وكان مولده وشهرته في دمشق، ووفاته في حلب.

## مولده ونشأته
ولد في ضحوة يوم الأحد، الثاني عشر من جمادي الأولى، سنة عشرة ومائة وألف 1110هـ ثم لما بَلَغ سنَّ التمييز قرأ القرآن حتى ختمه على والده في مدة يسيرة ثم شرع في الاشتغال بطلب العلم في سنة عشرين، فقرأ على الشيخ عواد الحنبلي النابلسي في بعض مقدمات النحو والفقه، واشتغل عليه بالقراءة بعد ذلك نحوًا من عشرين سنة، وهو أول من أخذ عنه العلم ولما توفي والده في سنة اثنين وعشرين 1122هـ، لازم دروس الشيخ أبي المواهب الحنبلي في الفقه والحديث نحو خمس سنين، ودروس الشيخ عبد القادر التغلبي في الحديث والفقه والنحو والفرائض والحساب والأصول وغير ذلك مدة خمسة عشر سنة، وأجازه إجازة عامة.
ثم لازم حفيده العلامة الشيخ محمد المواهبي نحو تسع سنين في الحديث النبوي والفقة أيضاً، وأجازه. وحضر دروس الشيخ عبد الغني النابلسي في تفسير البيضاوي، وفي الفقه والعربية وغير ذلك، ولازمه نحو ثمان سنين، وأجازه إجازة عامة بخطه.ولازم دروس كثير من مشايخ عصره غير هؤلاء المذكورين، منهم الإمام الشيخ محمد الكاملي، والعلامة الشيخ إلياس الكردي، والشيخ إسماعيل العجلوني، والشيخ محمد الحبال، والشيخ أحمد المنيني، والشيخ علي كزبر، وغيرهم. وأخذ الفرائض والحساب عن الشيخ مصطفى النابلسي. وحفظ القرآن على الحافظ المقري المتقن الشيخ إبراهيم الدمشقي. ثم بعد أن ارتحل إلى حلب وذلك في سنة أربع وأربعين أخذ عن جماعة من أجلالها، وممن ورد إليها، فسمع الحديث المسلسل بالأولية، وأكثر صحيح الإمام البخاري من المحدث العلامة الشيخ محمد عقيلة المكي وقرأ جملة من المنطق والأصول على الشيخ صالح البصري، وطرفاً من الأصول أيضًا والتوحيد والنحو والمعاني والبيان على الشيخ محمد الحلبي المعروف بالزمار. وحضر دروسه كثيرًا في صحيح البخاري، وأخذ العروض والاستعارات عن الفاضل الشيخ قاسم البكرجي، وأشياخه كثيرون لا يحصون عدة.
وكان بحلب مستقيمًا ساكنًا فاضلًا، وله أناس يبرونه، قائمين بمعاشه، وما يحتاج إليه، واستقام بها إلى أن مات

## مشايخه
ذكر البعلي في ثبته (منار الإسعاد) مشايخه الذين أخذ عنهم، فقال: «هذا ثبت جمع فيه جملة ممن تشرفت برؤيتهم، ولحظتني السعادة بأنفاسهم وبركاتهم، من مشايخي الأئمة الأعلام، وهداة الأنام، عمدة علماء التحقيق، وزبدة رؤساء التدقيق، الذين جعلهم الله تعالى لطلب علوم الشريعة المطهرة أوضح منهاج، ولجِيد هذا القرن الثاني عشر ورأسه أشرف عِقد وأعظم تاج» ، ثم قال: «قد اجتمع لي بحمد الله تعالى من المشايخ عدة أفراد محققين، وجهابذة مدققين)، وأخذ في سردهم بأسمائهم وألقابهم، ومن هؤلاء»
1. الشيخ الإمام محمد أبو المواهب الحنبلي، مفتي السادة الحنابلة بدمشق الشام
2. الشيخ العلامة عبد القادر بن عمر التغلبي، صاحب كتاب: (نيل المآرب بشرح دليل الطالب)
3. الشيخ عبد الله بن الشيخ أحمد بن محمد الحنبلي، الشهير بالخطيب
4. الشيخ عبد الغني النابلسي وذكر آخرين من علماء دمشق وغيرهم، ممن أخذ عنهم ولازمهم واستجازهم، حتى ذكر (36) من العلماء [4]

## ثناء العلماء عليه
أثنى عليه جملة من العلماء الذين ترجموا له، فمن ذلك
- قال أبو الفضل المرادي (1206 هـ): «الشيخ العالم الفاضل الصالح كان فقيهاً بارعاً بالعلوم خصوصاً في القراآت وغيرها»[3]
- وقال ابن بدران (1346 هـ):«وكان فقيهًا متفننًا أديبًا شاعرًا»[5]
- وقال عبد الحي الكتاني (1382 هـ): «الشيخ العالم الصالح المقري المسند»[6]
- وقال الغزي: «عظم أمره، وارتفع قدره، واشتهر ذكره، وغلا سعره»[7]
- وقال ابن شطي (1379 هـ): «الإمام العالم العامل، الأديب البارع، الفقيه المقرئ، المفنن الأوحد»[8]

## كتبه
من كتبه:
- منار الإسعاد في طرق الإسناد[9]
- مختصر الجامع الصغير للسيوطي، وسماه (نور الأخبار وروض الأبرار في حديث النبي المصطفى المختار)[10]
- شرح الجامع الصغير وسماه ( فتح الستار وكشف الاستار)[10]
- بداية العابد وكفاية الزاهد[11]
- النور الوامض في علم الفرائض[11]
- الجامع لخطب الجوامع[11]
- رحلة[11][10]
- كشف المخدرات لشرح أخصر المختصرات.[11]
- ديوان [11]
- مجنى الثمرات ، وقد ذكر في ثبته أنه مختصر لشرحه كشف المخدرات[12]
- بلوغ القاصد جل المقاصد وهو شرح لكتاب بداية العابد [12]
- الدرة المضية في اختصار الرحبية، وهي منظومة[12]
- نظم الآجرومية[12]
- الرسالة الحلبية في اختصار الآجرومية، وشرحها: القطع الذهبية[12]